# 永瀬麗子
永瀬 麗子（ながせ れいこ）は、バンダイナムコエンターテインメント（旧ナムコ）より発売されているレースゲーム『リッジレーサー』シリーズのイメージキャラクターである。

## 概要
コンピュータグラフィックスで作成された女性キャラクター。キャラクターデザインは由水桂(YOSHIMIZU KEI)。プロフィールが設定される前には「霧島あさひ」という名前がついていた。
1996年に『リッジレーサー』シリーズの3作目として発売された『レイジレーサー』のレースクイーンとして初登場した。以降はシリーズを通して多くの作品のイメージキャラクターを勤めている。オープニングデモやエンディングデモ等に登場し、作品によっては彼女からメッセージが届くこともある。
『スーパーワールドスタジアム』シリーズへの野球選手として登場を始め、同社の他の作品にもしばしば登場する。

## プロフィール
各ゲームの取扱説明書等にプロフィールが記載されている。
- 生年月日：1975年2月14日
- 血液型：A型
- 出身地：東京都中野区
- 身長：165cm
- 体重：48kg
- スリーサイズ：B85・W58・H86
- 足のサイズ：23cm
- 特技：水泳、ギター、クラシックバレエ
- 趣味：ドライブ、マリンスポーツ、スフレ作り
- 好きな食べ物：ミネストローネ、梨、ポテトチップ
- 好きなゲーム：パックマン、塊魂、スマッシュコート
- 休日：妹とドライブ、スキューバダイビング
- 将来の夢：宇宙飛行士

プロフィールには「好きなゲーム」という項目もあるが、これは過去のナムコ製ゲームの中から選ばれ、毎作異なる。同じくバンダイナムコエンターテインメント（旧ナムコ）からリリースされているエースコンバットシリーズには「永瀬ケイ（ケイ・ナガセ）」というキャラクターが登場しているが、公式生放送で姉妹であるという関係が明かされた。

## 登場作品

### ゲーム
レイジレーサー（1996年12月3日発売、PS）
初登場作品。オープニングデモの他、レーススタートのカウントダウンのシーンにもボードを掲げて登場する。レースのクラスによりコスチュームは異なる。
スマッシュコート2（1998年11月12日発売、PS）
「レイコ」の名前で登場する。
R4 -RIDGE RACER TYPE 4-（1998年12月3日発売、PS）
グランプリモードでは永瀬からFAXが届くことがある。
スーパーワールドスタジアム1999（1999年稼動、AC）
野球選手として登場。ニコタマギャルズ所属。
Ridge Racer 64（2000年2月14日発売、N64）
日本未発売作品。見た目は『R4』とほぼ同じ。
スーパーワールドスタジアム2000（2000年3月稼動、AC）
野球選手として登場。ナムコオールスターズ所属。
テイルズ オブ ファンタジア なりきりダンジョン（2000年11月10日発売、GBC）
ゲーム中で入手できるなりきり服（コスチューム）の中に「ながせれいこ」というレースクイーンの衣装がある。
スーパーワールドスタジアム2001（2001年4月稼動、AC）
野球選手として登場。ナムコオールスターズ所属。
Pac-Man Fever（2002年9月3日発売、GC・PS2）
日本未発売作品。
リッジレーサーズ（2004年12月12日発売、PSP）
リッジレーサー6（2005年12月10日発売、Xbox 360）
ワールドエクスプローラーモードでは永瀬からメッセージが届くことがある。
リッジレーサーズ2（2006年9月14日発売、PSP）
リッジレーサー7（2006年11月11日発売、PS3）
名誉スポークスマンとしてUFRA（ユーフラ）に所属している。
ファミリースキー（2008年1月31日発売、Wii）
時折場内放送で呼び出される。
山佐DigiワールドコラボレーションSP パチスロ リッジレーサー（2008年6月5日、PS2）
THE IDOLM@STER SP（2009年2月19日発売、Best版は2010年1月28日発売、PSP）
オーディション時のライバルにユニット名（名前のみ）で登場。プロデューサー名は「RR」。BNGプロダクション所属。
リッジレーサー3D（2011年2月26日発売、ニンテンドー3DS）
グランプリのドライバー「R_NAGASE」として登場。
リッジレーサー（2011年12月17日発売、PlayStation Vita）
メニュー画面の背景として2種類の衣装で登場。

### その他
パチスロリッジレーサー（2008年5月稼動、パチスロ）
ドリフトスピリッツ（2013年11月配信開始、iOS・Android）
2020年12月の「リッジレーサー」コラボイベントで仲間として登場。

## 備考
- 『レイブレーサー』のオープニングデモにも女性キャラクターが登場するが、永瀬ではない。『リッジレーサーV』には永瀬は登場せず、深水藍が登場した。
- 週刊ファミ通1999年8月6日号（No.555）の表紙を飾った。同誌の表紙は、グラビアアイドルや俳優といった実写のものと、ネッキーがゲームキャラクターに扮するイラストや模型のものの2種に大別することができるが、コンピュータグラフィックスのイメージキャラクターが表紙になることは珍しい。[独自研究?]撮影協力は重松麻希子（オスカープロ）、スタイリストは川名澄恵。
- PlayStation 3の『まいにちいっしょ』で『リッジレーサー7』とのコラボレーションが行われた際、『まいにちいっしょ』内のトロ・ステーションで永瀬のポスターが2007年1月17日より無料でダウンロード配信された[2]。
- 2024年7月7日に渋谷WOMBLIVEにて開催されたクラブイベント「RIDGE RACER NIGHT 2024」に、永瀬がDJとして登場[3]。生みの親である由水桂がモデリング&リギングを手掛け、歴代リッジレーサーシリーズ楽曲やバンダイナムコ楽曲をプレイした。